# Paul Cornell
Paul Cornell (ur. 18 lipca 1967 w Chippenham) – brytyjski pisarz science-fiction oraz scenarzysta serialowy i komiksowy. Związany z serią Doktor Who, autor komiksów z serii Marvel Comics i DC Comics.

## Życiorys
Urodził się 18 lipca 1967 w Chippenham w hrabstwie Wiltshire.
Zadebiutował w 1991 książką Timewyrm: Revelation z serii Virgin New Adventures w świecie Doktora Who
Tworzył scenariusze odcinków oraz książkowych i komiksowych beletryzacji historii ze świata Doktora Who. Pisał także scenariusze do seriali: Robin Hood (z 2006 roku), Miłość w XXI wieku, Lekarze, Na sygnale, Siły pierwotne i Elementary.
Tworzył scenariusze do komiksów ze świata Marvela – m.in. Wolverine, Avengers.
Od 2010 pracował wspólnie z rysownikami Pete’em Woodsem i Davidem Finchem nad serią Action Comics należącą do uniwersum DC Comics.
Jest również autorem książek non-fiction – m.in. przewodników po świecie produkcji Doktor Who oraz Avengers.
W 2013 na Worldconie w teksaskim (LoneStarCon 3) był jednym z zaproszonych gości – jako toastmaster i prowadzącym galę rozdania Nagrody Hugo.

## Nagrody i wyróżnienia
Laureat Nagrody Hugo za najlepszy fancast, nominowany kilkakrotnie do tej nagrody jako autor scenariusza do serialu, powieści graficznej oraz jako pisarz, w 2010 i 2012 otrzymał nominacje za nowele.
Laureat nagrody British SF 2012 w kategorii opowiadanie za The Copenhagen Interpretation

## Życie prywatne
Żonaty z Caroline Symcox, która również pisała scenariusze do Doktora Who, ale do słuchowisk Big Finish Productions. Mieszkają w Anglii, mają jedną córkę.

## Publikacje

### Powieści
- Something More
- British Summertime
- London Falling
- The Severed Streets[8]

### Pozycje non-fiction
Wszystkie pozycje napisane wspólnie z Martinem Dayem i Keithem Toppingiem
- Avengers Dossier: The Definitive Unauthorised Guide
- X-treme Possibilities: A Paranoid Rummage Through The X-files
- The Discontinuity Guide (ISBN 0-426-20442-5)
- The Guinness Book of Classic British TV
- The New Trek Programme Guide (ISBN 0-86369-922-7)